# 切保
切保，是匈牙利亚斯-瑙吉孔-索尔诺克州所辖的一个村，总面积29.67平方公里，总人口1633，人口密度55.0人/平方公里（2010年1月1日）。